# 3M6 Chmel
Le 3M6 Chmel (russe : 3М6 « Шмель » ; « Bourdon ») est un missile antichar filoguidé MCLOS de l'Union soviétique. Sa désignation GRAU est « 3M6 » et son nom de rapport OTAN est AT-1 Snapper.
Trop grand pour être portable, il est généralement déployé à partir de véhicules spécialisés ou d'hélicoptères. Le missile était destiné à compléter les armes antichars traditionnelles, comme le canon antichar de calibre 100 mm dont la précision au-delà de 1 500 m s'avère médiocre. La précision du missile en revanche resta élevée jusqu'à sa portée maximale de 2 000 m.
Cependant, le volume, la lenteur et la faible précision de combat du système ont conduit au développement de systèmes SACLOS ultérieurs, comme l'AT-5 Spandrel.